# 1. Damen-Basketball-Bundesliga 2024/25
Die 1. Damen-Basketball-Bundesliga 2024/25 war die 54. Spielzeit der höchsten deutschen Spielklasse im Basketball der Frauen. Als amtierender Titelverteidiger startete zum ersten Mal Alba Berlin in die Saison. Die Hauptrunde wurde am 28. September 2024 mit einem 61:58-Heimsieg der TK Hannover Luchse gegen den BC Pharmaserv Marburg eröffnet und mit dem 22. Spieltag am 15. März 2025 beendet. Daran schloss sich die Finalrunde der acht bestplatzierten Teams um die Deutsche Meisterschaft an, die vom 21. März bis zum 25. April 2025 als Play-off-Serie ausgespielt wurde.
Ihren vierten Meistertitel der Vereinsgeschichte gewannen die  Rutronik Stars Keltern, die sich in der Finalserie klar mit 3:0 Siegen gegen die Saarlouis Royals durchsetzen konnten.
Eine Besonderheit dieser Saison ist es, dass es keine sportlichen Absteiger geben wird.
Ende April 2025 gaben die WINGS Leverkusen bekannt, dass sie nach zwei Jahren in Deutschlands höchster Spielklasse aus Budget-Gründen in der nächsten Saison wieder in der 2. Basketball Bundesliga antreten werden.

## Internationale Wettbewerbe
Im zweithöchsten europäischen Wettbewerb – EuroCup Women – sind in der Saison 2024/25 Alba Berlin und die Rutronik Stars Keltern als zwei von 48 Teilnehmern dabei. Die GiroLive-Panthers Osnabrück scheiterten im September in der Qualifikation nach zwei Niederlagen gegen den türkischen Verein Bodrum Basketbol.
Die Gruppenphase im EuroCup Women wurde im Oktober und November 2024 in zwölf Vierergruppen ausgetragen. Danach qualifizierten sich jeweils die beiden bestplatzierten Teams sowie die acht besten Gruppendritten für die Playoffs.
Alba Berlin konnte von den sechs Gruppenspielen nur eines gewinnen und beendete die Gruppenphase auf dem letzten Platz. Die Rutronik Stars Keltern konnten sich mit 4-2 Siegen als Gruppenzweiter für die 1. Playoff-Runde gegen das französische Team Tarbes Gespe Bigorre qualifizieren. Beide Spiele der 1. Playoff-Runde entschied Keltern im Dezember 2024 für sich. Im Achtelfinale schieden sie am 9. und 16. Januar 2025 gegen das französische Team Basket Lattes-Montpellier aus.

## Vereine
Durch den Teilnahmeverzicht der beiden Aufsteiger aus der 2. Bundesliga werden die beiden sportlichen Absteiger der Vorsaison – BC Pharmaserv Marburg und WINGS Leverkusen – auch in der dieser Saison in der 1. Bundesliga spielen.
Die Frauen-Bundesligamannschaft des GISA LIONS MBC wird ab dieser Saison als SYNTAINICS MBC – und damit unter dem gleichen Namen wie die Herren-Bundesligamannschaft – antreten.
| Verein                         | Stadt         | Halle                   | Anzahl Saisons | Debüt-Saison |
| ------------------------------ | ------------- | ----------------------- | -------------- | ------------ |
| Alba Berlin                    | Berlin        | Sömmeringhalle          | 2              | 2022/23      |
| Eisvögel USC Freiburg          | Freiburg      | Universitäts-Sporthalle | 23             | 2000/01      |
| medical instinct Veilchen BG74 | Göttingen     | FKG-Halle               | 14             | 1971/72      |
| SYNTAINICS MBC                 | Halle (Saale) | SWH.arena               | 22             | 1992/93      |
| TK Hannover Luchse             | Hannover      | Sporthalle Birkenstraße | 8              | 2016/17      |
| Herner TC                      | Herne         | Mont-Cenis-Gesamtschule | 16             | 2007/08      |
| Rutronik Stars Keltern         | Keltern       | Schulzentrum Dietlingen | 9              | 2015/16      |
| WINGS Leverkusen               | Leverkusen    | Werner-Heisenberg-Halle | 2              | 2009/10      |
| BC Pharmaserv Marburg          | Marburg       | Georg-Gaßmann-Halle     | 32             | 1992/93      |
| Eigner Angels Nördlingen       | Nördlingen    | Hermann-Keßler-Halle    | 22             | 1997/98      |
| GiroLive-Panthers Osnabrück    | Osnabrück     | OSC-Halle A             | 16             | 1992/93      |
| Saarlouis Royals               | Saarlouis     | Stadtgartenhalle        | 27             | 1994/95      |

- Die Spalte Anzahl Saisons gibt die Anzahl der Spielzeiten des Vereins in der 1. DBBL bis zu dieser Saison an
- Die Spalte Debüt-Saison zeigt die Saison, in der der Verein erstmalig in der 1. DBBL spielte

## Hauptrunde
Die Hauptrunde wurde vom 28. September 2024 bis zum 15. März 2025 in einer Doppelrunde – jedes Team trifft einmal in eigener Halle und einmal auswärts auf alle anderen Teams – mit insgesamt 22 Partien für jedes Team ausgetragen.
Nach 22 Spieltagen mit 132 gespielten Partien ergab sich folgende offizielle Abschlusstabelle der Hauptrunde:
| Pl. | Team                           | S  | N  | Punkte | Korbpunkte  | Differenz |
| --- | ------------------------------ | -- | -- | ------ | ----------- | --------- |
| 1.  | Rutronik Stars Keltern         | 20 | 2  | 40     | 1756 : 1288 | +468      |
| 2.  | Alba Berlin (M)                | 18 | 4  | 36     | 1520 : 1315 | +205      |
| 3.  | Saarlouis Royals               | 16 | 6  | 32     | 1685 : 1521 | +164      |
| 4.  | GiroLive-Panthers Osnabrück    | 14 | 8  | 28     | 1611 : 1528 | +83       |
| 5.  | TK Hannover Luchse (P)         | 13 | 9  | 26     | 1554 : 1599 | −45       |
| 6.  | Herner TC 1                    | 11 | 11 | 22     | 1537 : 1496 | +41       |
| 7.  | SYNTAINICS MBC                 | 11 | 11 | 22     | 1537 : 1549 | −12       |
| 8.  | Eigner Angels Nördlingen       | 9  | 13 | 18     | 1499 : 1666 | −167      |
| 9.  | BC Pharmaserv Marburg          | 7  | 15 | 14     | 1576 : 1662 | −86       |
| 10. | WINGS Leverkusen               | 6  | 16 | 12     | 1509 : 1698 | −189      |
| 11. | medical instinct Veilchen BG74 | 4  | 18 | 8      | 1419 : 1642 | −223      |
| 12. | Eisvögel USC Freiburg          | 3  | 19 | 6      | 1475 : 1714 | −239      |

Legende:
|  | = Playoffs (Plätze 1 bis 8) |

- Bei Punktgleichheit entscheidet der direkte Vergleich
- in Klammern: M = Meister der Vorsaison / P = Pokalsieger der Vorsaison

### Toyota DBBL Season Awards
Mit den Toyota DBBL Season Awards wurden die besten Spieler- und Trainerinnen nach Abschluss der Hauptrunde ausgezeichnet:
| Auszeichnung               | Preisträgerin    | Verein                 | Stimmen    |
| -------------------------- | ---------------- | ---------------------- | ---------- |
| Young Player of the Year   | Nicole Brochlitz | SYNTAINICS MBC         | 46 Stimmen |
| Coach of the Year          | Matea Tavic      | Rutronik Stars Keltern | 84 Stimmen |
| Most Valuable Player (MVP) | Martha Burse     | Saarlouis Royals       | 87 Stimmen |

Die Preisträgerinnen wurden durch eine exklusive Abstimmung ermittelt. Stimmberechtigt waren die Head Coaches, Assistant Coaches, Teamkapitäninnen sowie ein Offizieller jedes Vereins.

### Individuelle Statistiken
Die saisonalen Bestwerte in den fünf primären Statistiken erzielten die folgenden Spielerinnen:
| Statistik | Preisträgerin        | Verein                         | Schnitt |
| --------- | -------------------- | ------------------------------ | ------- |
| Punkte    | Nicole Fransson      | Eigner Angels Nördlingen       | 21,9    |
| Rebounds  | Nicole Fransson      | Eigner Angels Nördlingen       | 11,4    |
| Assists   | Claire Parisi        | Herner TC                      | 6,0     |
| Steals    | Kylie Kornegay-Lucas | medical instinct Veilchen BG74 | 3,3     |
| Blocks    | Jessie Edwards       | SYNTAINICS MBC                 | 1,4     |

## Finalrunde
Die acht bestplatzierten Teams der Hauptrunde qualifizieren sich für die Finalrunde zur Deutschen Meisterschaft. Die Deutsche Meisterschaft wird in einer Play-off-Serie über Viertelfinale, Halbfinale und Finale (Best-of-Five) ausgespielt.

### Turnierbaum
| Viertelfinale (Best-of-Five) | Viertelfinale (Best-of-Five) | Viertelfinale (Best-of-Five) |   |                        | Halbfinale (Best-of-Five)   | Halbfinale (Best-of-Five) | Halbfinale (Best-of-Five) |  |  | Finale (Best-of-Five) | Finale (Best-of-Five) | Finale (Best-of-Five) |
|                              |                              |                              |   |                        |                             |                           |                           |  |  |                       |                       |                       |
| 1                            | Rutronik Stars Keltern       | 3                            |   |                        |                             |                           |                           |  |  |                       |                       |                       |
| 8                            | Eigner Angels Nördlingen     | 0                            |   |                        |                             |                           |                           |  |  |                       |                       |                       |
|                              |                              |                              | 1 | Rutronik Stars Keltern | 3                           |                           |                           |  |  |                       |                       |                       |
|                              |                              |                              |   | 4                      | GiroLive-Panthers Osnabrück | 2                         |                           |  |  |                       |                       |                       |
| 4                            | GiroLive-Panthers Osnabrück  | 3                            |   |                        |                             |                           |                           |  |  |                       |                       |                       |
| 5                            | TK Hannover Luchse           | 1                            |   |                        |                             |                           |                           |  |  |                       |                       |                       |
|                              |                              |                              | 1 | Rutronik Stars Keltern | 3                           |                           |                           |  |  |                       |                       |                       |
|                              |                              |                              |   | 3                      | Saarlouis Royals            | 0                         |                           |  |  |                       |                       |                       |
| 2                            | Alba Berlin                  | 3                            |   |                        |                             |                           |                           |  |  |                       |                       |                       |
| 7                            | SYNTAINICS MBC               | 0                            |   |                        |                             |                           |                           |  |  |                       |                       |                       |
|                              |                              |                              | 2 | Alba Berlin            | 2                           |                           |                           |  |  |                       |                       |                       |
|                              |                              |                              |   | 3                      | Saarlouis Royals            | 3                         |                           |  |  |                       |                       |                       |
| 3                            | Saarlouis Royals             | 3                            |   |                        |                             |                           |                           |  |  |                       |                       |                       |
| 6                            | Herner TC                    | 0                            |   |                        |                             |                           |                           |  |  |                       |                       |                       |
|                              |                              |                              |   |                        |                             |                           |                           |  |  |                       |                       |                       |

### Viertelfinale
Das Viertelfinale wurde im Best-of-Five-Modus vom 19. bis 30. März 2025 ausgetragen.
| Datum      |                             | Ergebnis   |                          | Siege |
| ---------- | --------------------------- | ---------- | ------------------------ | ----- |
| 19.03.2025 | Rutronik Stars Keltern      | 70:54      | Eigner Angels Nördlingen | 1:0   |
| 21.03.2025 | Alba Berlin                 | 83:59      | SYNTAINICS MBC           | 1:0   |
| 21.03.2025 | Saarlouis Royals            | 86:80 (OT) | Herner TC                | 1:0   |
| 21.03.2025 | GiroLive-Panthers Osnabrück | 76:80      | TK Hannover Luchse       | 0:1   |

| Datum      |                             | Ergebnis |                          | Siege |
| ---------- | --------------------------- | -------- | ------------------------ | ----- |
| 23.03.2025 | Alba Berlin                 | 71:56    | SYNTAINICS MBC           | 2:0   |
| 23.03.2025 | Saarlouis Royals            | 73:64    | Herner TC                | 2:0   |
| 23.03.2025 | Rutronik Stars Keltern      | 85:53    | Eigner Angels Nördlingen | 2:0   |
| 23.03.2025 | GiroLive-Panthers Osnabrück | 94:65    | TK Hannover Luchse       | 1:1   |

| Datum      |                          | Ergebnis |                             | Siege |
| ---------- | ------------------------ | -------- | --------------------------- | ----- |
| 28.03.2025 | Eigner Angels Nördlingen | 71:80    | Rutronik Stars Keltern      | 0:3   |
| 28.03.2025 | TK Hannover Luchse       | 67:70    | GiroLive-Panthers Osnabrück | 1:2   |
| 28.03.2025 | SYNTAINICS MBC           | 66:68    | Alba Berlin                 | 0:3   |
| 28.03.2025 | Herner TC                | 56:77    | Saarlouis Royals            | 0:3   |

| Datum      |                    | Ergebnis |                             | Siege |
| ---------- | ------------------ | -------- | --------------------------- | ----- |
| 30.03.2025 | TK Hannover Luchse | 71:85    | GiroLive-Panthers Osnabrück | 1:3   |

### Halbfinale
Das Halbfinale wurde im Best-of-Five-Modus vom 4. bis 15. April 2025 ausgetragen. Im entscheidenden fünften Spiel endete die Titelverteidigung für Alba Berlin vor 2.200 Fans in der ausverkauften Sömmeringhalle nach einer 67:75-Niederlage nach Verlängerung gegen die Saarlouis Royals.
| Datum      |                        | Ergebnis |                             | Siege |
| ---------- | ---------------------- | -------- | --------------------------- | ----- |
| 04.04.2025 | Rutronik Stars Keltern | 73:67    | GiroLive-Panthers Osnabrück | 1:0   |
| 05.04.2025 | Alba Berlin            | 66:57    | Saarlouis Royals            | 1:0   |
| 06.04.2025 | Rutronik Stars Keltern | 68:70    | GiroLive-Panthers Osnabrück | 1:1   |
| 07.04.2025 | Alba Berlin            | 67:70    | Saarlouis Royals            | 1:1   |

| Datum      |                             | Ergebnis |                        | Siege |
| ---------- | --------------------------- | -------- | ---------------------- | ----- |
| 11.04.2025 | GiroLive-Panthers Osnabrück | 70:75    | Rutronik Stars Keltern | 1:2   |
| 11.04.2025 | Saarlouis Royals            | 66:52    | Alba Berlin            | 2:1   |
| 13.04.2025 | Saarlouis Royals            | 52:55    | Alba Berlin            | 2:2   |
| 13.04.2025 | GiroLive-Panthers Osnabrück | 73:61    | Rutronik Stars Keltern | 2:2   |

| Datum      |                        | Ergebnis   |                             | Siege |
| ---------- | ---------------------- | ---------- | --------------------------- | ----- |
| 15.04.2025 | Rutronik Stars Keltern | 77:53      | GiroLive-Panthers Osnabrück | 3:2   |
| 15.04.2025 | Alba Berlin            | 67:75 (OT) | Saarlouis Royals            | 2:3   |

### Finale
Die Final-Serie wurde im Best-of-Five-Modus vom 19. bis 25. April 2025 ausgetragen. Nach zwei klaren Siegen zu Hause konnten sich die Rutronik Stars Keltern auch im dritten Spiel in Saarlouis mit 76:62 durchsetzen und sicherten sich zum vierten Mal in der Vereinsgeschichte den Meistertitel.
Als Finals-MVP für die wertvollste Spielerin (engl.: Most Valuable Player) der Finalserie wurde Kelterns unerschütterliche Leitfigur Alexandra Wilke ausgezeichnet.
| Datum      |                        | Ergebnis |                        | Siege |
| ---------- | ---------------------- | -------- | ---------------------- | ----- |
| 19.04.2025 | Rutronik Stars Keltern | 92:54    | Saarlouis Royals       | 1:0   |
| 21.04.2025 | Rutronik Stars Keltern | 93:57    | Saarlouis Royals       | 2:0   |
| 25.04.2025 | Saarlouis Royals       | 62:76    | Rutronik Stars Keltern | 0:3   |